# Імперське міністерство озброєнь та боєприпасів
Імпе́рське міністе́рство озбро́єнь та боєприпа́сів (нім. Reichsministerium für Bewaffung und Munition), з 2 березня 1943 року — міністе́рство військо́вої промисло́вості (нім. Reichsministerium für Rüstung und Kriegsproduktion) — центральна державна установа часів Третього Рейху. Створене 7 березня 1940 року для керівництва військово-промисловим комплексом.
З початком військової компанії проти СРСР роль міністерства почала різко зростати. У 1943—1945 роках міністерство фактично об'єднало під своїм керівництвом управління всім народногосподарським комплексом Німеччини, що викликало серйозні протести рейхсміністра економіки, рейхсміністра праці, а також керівництва низки відомчих управлінь.

## Склад міністерства
До серпня 1944 року до складу міністерства входили:
- Центральне управління.
- Управління планування.
- Управління сировинних ресурсів.
- Управління військових поставок.
- Технічне управління.
- Управління озброєнь.
- Управління виробництва товарів народного споживання.
- Управління будівництва організації Тодта.
- Управління енергетики.

Крім того, у підпорядкуванні міністра були Центральна служба звітності, Служба генерал-інспектора німецьких доріг, Служба генерал-інспектора з питань водних та енергоресурсів, організація «Транспортні засоби Шпеєра», які організаційно не входили до складу міністерства.

## Міністри
- Фріц Тодт (1940—1942);
- Альберт Шпеєр (1942—1945).